# Mary Byrne (témoin)
Pour les articles homonymes, voir Mary Byrne et Byrne.
Mary Byrne plus tard, Mary O'Connell (1850 - 19 octobre 1936) est une Irlandaise considérée comme la principale témoin de l'apparition mariale de Knock dans le comté de Mayo,.

## Biographie
Mary Byrne est née en 1850. Elle est la fille aînée des trois enfants de Dominick et Margaret Byrne (née Bourke). Byrne est l'une des 15 personnes témoins d'une vue inhabituelle au niveau du pignon de l'église le 21 août 1879, plus tard devenu le site du sanctuaire de Knock. Elle y est amenée à 20 h 15 par la gouvernante du curé, Mary McCloughlin. À son arrivée, Byrne voit trois personnages planer à 2 pieds au-dessus du sol. McCloughlin lui dit que deux des personnages sont la Bienheureuse Vierge Marie et Saint Joseph. Byrne identifie la troisième figure comme étant Jean l'Évangéliste, car il ressemble à des statues dans une église de Lecanvey, près de Westport, dans le comté de Mayo,. Les témoins affirment qu'il pleut abondamment mais qu'aucune pluie n'a touché la zone où se trouvent les apparitions. Byrne se rend dans les maisons voisines et amène le reste du groupe de 15 personnes à assister à l'apparition, y compris ses frères et sœurs, Dominick et Margaret, et sa mère. Le curé et archidiacre Bartholomew Cavanagh, refuse de se rendre sur place car il ne croit pas aux affirmations de sa gouvernante. L'histoire de l'apparition à Knock se répand, Byrne étant considéré comme la principale témoin. En 1880, pour le premier anniversaire de la vision, Byrne participe à une procession commémorative portant une bannière de la Vierge Marie. Après l'apparition, tous les témoins témoignent d'une commission d'enquête sur l'événement qui a eu lieu à peine 6 semaines après l'apparition. Décrite comme « intelligente, ouverte, sérieuse et sincère », Byrne, comme ses collègues témoins, est jugée crédible.
Byrne épouse James O'Connell le 1er juillet 1882. Il vient de Becan, un village voisin. Le couple a cinq fils et une fille. Deux de leurs fils, Dominick et Patrick, deviennent policiers, Dominick à Belfast avec la Royal Irish Constabulary et Patrick à Chicago. Devenue veuve en 1926, Byrne vit près de Knock avec James, son fils aîné. Beaucoup de pèlerins à Knock visitent la maison pour la toucher. Byrne insiste sur le fait que lorsqu'elle ferme les yeux et les rouvre, elle peut voir la vision. En 1932, elle fait une déposition et n'a pas dérogé à son témoignage précédent. Elle signe une déclaration sous serment le 27 janvier 1936 réaffirmant ce qu'elle a vu à Knock. Elle est examinée dans le cadre de la deuxième commission d'enquête sur Knock en août 1936 et les aurait impressionnés par son souvenir clair, déclarant : « Je suis clair sur tout ce que j'ai dit et je fais cette déclaration sachant que je vais devant mon Dieu. »
Byrne meurt le 19 octobre 1936 et est enterrée à côté de son mari au cimetière de Knock.